# Пилва (волость)
Пилва (ест. Põlva vald) — волость в Естонії, у складі повіту Пилвамаа.
У сучасному вигляді існує з 2017 року, утворена шляхом об'єднання волостей Аг'я, Вастсе-Куусте, Лагеда, Моосте, Пилва.

## Положення
Площа волості — 234 км², чисельність населення на 1 січня 2014 року становила 9459 осіб.
Адміністративний центр волості — місто Пилва. До складу волості входять ще 27 сіл: Аарна (Aarna), Адісте (Adiste), Андре (Andre), Валгесоо (Valgesoo), Ванакюла (Vanaküla), Еосте (Eoste), Кіума (Kiuma), Кяхрі (Kähri), Лутсу (Lutsu), Маммасте (Mammaste), Меемасте (Meemaste), Метсте (Metste), Мііасте (Miiaste), Ноонітсметса (Nooritsmetsa), Орайие (Orajõe), Партсі (Partsi), Пері (Peri), Пускару (Puskaru), Пуурі (Puuri), Росма (Rosma), Соесааре (Soesaare), Таеваскойа (Taevaskoja), Тромсі (Tromsi), Тяннассілма (Tännassilma), Уібуйярве (Uibujärve), Хіммасте (Himmaste), Холванді (Holvandi).